# Тросна (Болховский район)
Тросна — деревня в Болховском районе Орловской области. Входит в состав Багриновского сельского поселения.
Расположена примерно в 2 км к северо-востоку от села Фатнево.

## Население
| 2010 |
| ---- |
| 11   |